# Castellalto
Castellalto – miejscowość i gmina we Włoszech, w regionie Abruzja, w prowincji Teramo.
Według danych na rok 2004 gminę zamieszkiwało 6557 osób, 198,7 os./km².